# Fernando Manzanilla Prieto
Fernando Luis Manzanilla Prieto (Ciudad de México; 10 de mayo de 1968) es un político mexicano. Es diputado federal en representación del antiguo Partido Encuentro Social y fue Secretario General de Gobierno de Puebla.

## Biografía
Fernando Manzanilla Prieto es licenciado en Economía egresado del Instituto Tecnológico Autónomo de México y tiene una maestría en Políticas Públicas en la Escuela de Gobierno John F. Kennedy de la Universidad de Harvard.
Ejerció la docencia en el ITAM y en la Universidad Iberoamericana.
De 1993 a 1994 fue asesor en la coordinación general de la Descentralización Educativa de la Secretaría de Educación Pública y de 1996 a 2000 fue director de Proyectos Bancarios de la Comisión Nacional Bancaria y de Valores.
Ingresó al gobierno de Puebla en 2000 como subsecretario de Egresos de la Secretaría de Finanzas del estado, siendo titular de la misma Rafael Moreno Valle Rosas y gobernador del estado Melquiades Morales Flores; dejó el cargo en 2003, año en que retornó a sus actividades particulares. 
En 2010 fue nombrado coordinador general de la campaña de Rafael Moreno Valle a gobernador de Puebla, postulado por la coalición de PAN, PRD, Movimiento Ciudadano y PANAL, que resulta triunfadora en las elecciones de ese año; al asumir la gubernatura el 1 de febrero de 2011, Moreno Valle lo nombra Secretario General de Gobierno del estado.
Renunció a la secretaria de Gobierno en 2013, cuando pasa a ser coordinador de la campaña a la presidencia municipal de Puebla de Zaragoza de José Antonio Gali Fayad y candidato del PAN a diputado por la vía plurinominal al Congreso de Puebla. Elegido diputado por dicha vía, antes de asumirla anunció su renuncia a la diputación y a su militancia en el PAN, en medio de un enfrentamiento con Moreno Valle y retirándose de toda actividad política.
Retornó a la misma en 2018 como simpatizante de Andrés Manuel López Obrador y siendo postulado candidato a diputado federal por el distrito 12 de Puebla por la coalición Juntos Haremos Historia; resultó triunfador en las elecciones del 1 de julio a la LXIV Legislatura, donde integró la bancada del Partido Encuentro Social y de la que fue nombrado coordinador.
Solicitó y obtuvo licencia  a la diputación federal el 22 de enero de 2019, para aceptar el nombramiento por segunda ocasión de Secretario General de Gobierno del estado de Puebla por parte del gobernador interino Guillermo Pacheco Pulido.
El 14 de enero de 2020 presentó su renuncia como secretario de Gobierno de Puebla y anunció su reincorporación al cargo de diputado federal.